# Молинер Инглес, Рамиро
Рамиро Молинер Инглес (исп. Ramiro Moliner Inglés; 13 марта 1941, Кастельсерас, Испания — 20 августа 2024, Альканьис) — испанский прелат и ватиканский дипломат. Титулярный архиепископ Сарды с 2 января 1993. Апостольский нунций в Папуа — Новой Гвинее и на Соломоновых Островах с 2 января 1993 по 10 мая 1997. Апостольский нунций в Гватемале с 10 мая 1997 по 17 января 2004. Апостольский нунций в Джибути и Эфиопии и апостольский делегат в Сомали с 17 января 2004 по 26 июля 2008. Апостольский нунций в Албании с 26 июля 2008 по 1 сентября 2016.
Умер 20 августа 2024 года в Альканьисе в возрасте 83 лет.